# Хэйуорд, Гордон
Гордон Дэниел Хэйуорд (англ. Gordon Daniel Hayward; род. 23 марта 1990 года в Браунсберге, штат Индиана) — американский профессиональный баскетболист. Он был выбран на драфте НБА 2010 года в первом раунде под общим девятым номером командой «Юта Джаз». Играл на позиции лёгкого форварда и атакующего защитника.

## Спортивная карьера

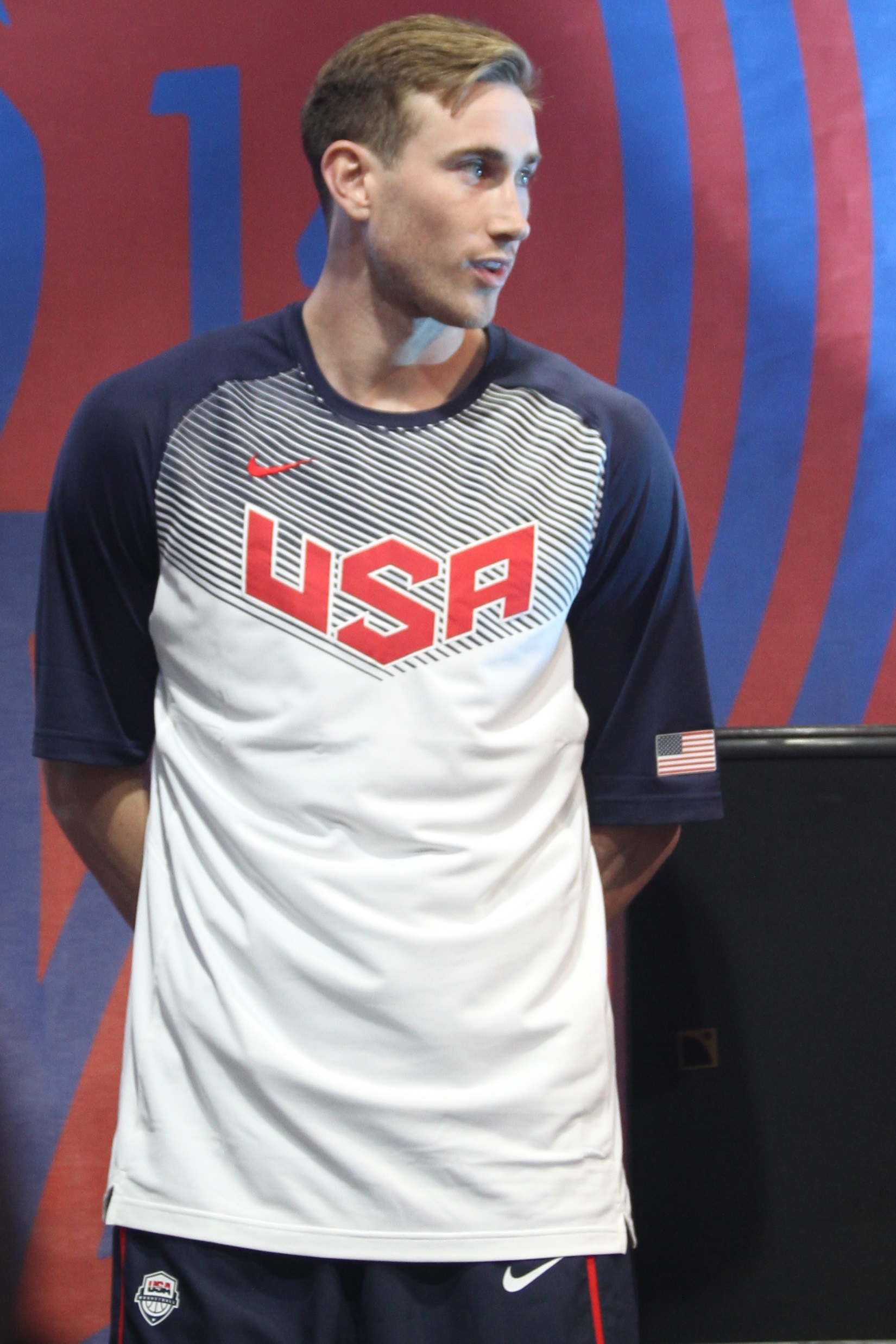
Гордон Хэйуорд — один из 16 финалистов сборной США на Всемирном фестивале баскетбола в августе 2014 года

По окончании регулярного чемпионата 2009/2010 годов Хэйуорд был признан баскетболистом года среди студентов конференции Horizon League. В турнире NCAA 2010 года стал вице-чемпионом NCAA в составе студенческой команды «Батлер Бульдогс», которая сначала в полуфинале в упорной борьбе обыграла «Мичиган Стэйт Спартанс» со счётом 52—50, а затем в финальном матче также в упорной борьбе проиграла команде Майка Кшижевски «Дьюк Блю Девилз» со счётом 59—61.
Участник матча всех звёзд НБА в 2017 году.
С 2010 года по 2017 играл за команду «Юта Джаз» под 20 номером.
Летом 2017 подписал пятилетний контракт с «Бостон Селтикс», где выступал также под 20 номером.
29 ноября 2020 года Хэйворд подписал с «Бостоном» четырёхлетний контракт на 120 миллионов долларов и сразу же был обменян в «Шарлотт Хорнетс» вместе с выборами во втором раунде драфта 2023 и 2024 годов в обмен на условный выбор во втором раунде драфта 2022 года. Также «Бостон» в результате этой сделки получил рекордное торговое исключение в истории НБА (28,5 млн долларов), которое они могут использовать в сезоне 2020/2021.
8 февраля 2024 был обменян из «Шарлотт Хорнетс» в «Оклахома-Сити Тандер». 22 февраля Хейворд дебютировал в составе «Тандер», сделав четыре подбора в победе над «Лос-Анджелес Клипперс» со счетом 129-107. В составе «Оклахомы» за сезон-2023/24 набирал 5,3 очка, и совершал 2,5 подбора и 1,6 передачи в среднем за матч.
1 августа 2024 года Гордон Хэйворд объявил о завершении карьеры.

## Травма
18 октября 2017 года атакующий защитник «Бостона» Гордон Хэйуорд получил перелом лодыжки со смещением и перелом большеберцовой кости в результате падения в первой четверти матча открытия сезона с «Кливлендом» (99:102). Об этом по окончании встречи объявил главный тренер «Селтикс» Брэд Стивенс. Неловко приземлившись на паркет после попытки забить из-под кольца с аллей-упа Кайри Ирвинга. Игра приостановилась на несколько минут. Хэйворда унесли с площадки на носилках. Из-за тяжелой степени травмы Гордон пропустил сезон 2017/18 и последующий плей-офф.

## Достижения
- Победитель чемпионата мира (юноши до 19 лет): 2009

## Личная жизнь
Хэйуорд — сын Джоди и Гордона Скотта Хэйуорда. У него есть сестра-близнец Хизер, которая играла в теннис в Университете Батлера.
У Гордона и его жены Робин четверо детей: дочери Бернадетт Мари «Берни» Хэйуорд (род. 06.06.2015), Шарлотт Маргарет «Чарли» Хэйуорд (род. 11.07.2016), Нора Мэй Хэйуорд (род. 24.01.2019) и сын Гордон Теодор «Тео» Хэйуорд (род. 23.09.2020).
Хэйуорд - христианин и говорил, что играет в баскетбол «во славу Божью».
В 2017 году в отчете Dick's Sporting Goods's NBA Jersey Report майка Хэйуорда была названа 13-й самой продаваемой в лиге.

### Реклама
В 2018 году Хэйуорд подписал контракт с китайской компанией Anta, производящей спортивную обувь и одежду. В рамках сделки Хэйуорд выпустит фирменную линию обуви. Ранее Хэйуорд заключал контракты с Peak и Nike.
Хейворд снялся в рекламе линии мужских средств по уходу за телом Unilever во время мужского баскетбольного турнира NCAA первого дивизиона 2018 года.

## Статистика

### Статистика в НБА
| Сезон                                                                                    | Команда       | Регулярный сезон | Регулярный сезон | Регулярный сезон | Регулярный сезон | Регулярный сезон | Регулярный сезон | Регулярный сезон | Регулярный сезон | Регулярный сезон | Регулярный сезон | Регулярный сезон | Серия плей-офф | Серия плей-офф | Серия плей-офф | Серия плей-офф | Серия плей-офф | Серия плей-офф | Серия плей-офф | Серия плей-офф | Серия плей-офф | Серия плей-офф | Серия плей-офф |
| Сезон                                                                                    | Команда       | GP               | GS               | MPG              | FG%              | 3P%              | FT%              | RPG              | APG              | SPG              | BPG              | PPG              | GP             | GS             | MPG            | FG%            | 3P%            | FT%            | RPG            | APG            | SPG            | BPG            | PPG            |
| ---------------------------------------------------------------------------------------- | ------------- | ---------------- | ---------------- | ---------------- | ---------------- | ---------------- | ---------------- | ---------------- | ---------------- | ---------------- | ---------------- | ---------------- | -------------- | -------------- | -------------- | -------------- | -------------- | -------------- | -------------- | -------------- | -------------- | -------------- | -------------- |
| 2010/11                                                                                  | Юта           | 72               | 17               | 16,9             | 48,5             | 47,3             | 71,1             | 1,9              | 1,1              | 0,4              | 0,3              | 5,4              | Не участвовал  | Не участвовал  | Не участвовал  | Не участвовал  | Не участвовал  | Не участвовал  | Не участвовал  | Не участвовал  | Не участвовал  | Не участвовал  | Не участвовал  |
| 2011/12                                                                                  | Юта           | 66               | 58               | 30,5             | 45,6             | 34,6             | 83,2             | 3,5              | 3,1              | 0,8              | 0,6              | 11,8             | 4              | 4              | 30,8           | 18,2           | 8,3            | 100,0          | 2,8            | 3,0            | 0,8            | 0,0            | 7,3            |
| 2012/13                                                                                  | Юта           | 72               | 27               | 29,2             | 43,5             | 41,5             | 82,7             | 3,1              | 3,0              | 0,8              | 0,5              | 14,1             | Не участвовал  | Не участвовал  | Не участвовал  | Не участвовал  | Не участвовал  | Не участвовал  | Не участвовал  | Не участвовал  | Не участвовал  | Не участвовал  | Не участвовал  |
| 2013/14                                                                                  | Юта           | 77               | 77               | 36,4             | 41,3             | 30,4             | 81,6             | 5,1              | 5,2              | 1,4              | 0,5              | 16,2             | Не участвовал  | Не участвовал  | Не участвовал  | Не участвовал  | Не участвовал  | Не участвовал  | Не участвовал  | Не участвовал  | Не участвовал  | Не участвовал  | Не участвовал  |
| 2014/15                                                                                  | Юта           | 76               | 76               | 34,4             | 44,5             | 36,4             | 81,2             | 4,9              | 4,1              | 1,4              | 0,4              | 19,3             | Не участвовал  | Не участвовал  | Не участвовал  | Не участвовал  | Не участвовал  | Не участвовал  | Не участвовал  | Не участвовал  | Не участвовал  | Не участвовал  | Не участвовал  |
| 2015/16                                                                                  | Юта           | 80               | 80               | 36,2             | 43,3             | 34,9             | 82,4             | 5,0              | 3,7              | 1,2              | 0,3              | 19,7             | Не участвовал  | Не участвовал  | Не участвовал  | Не участвовал  | Не участвовал  | Не участвовал  | Не участвовал  | Не участвовал  | Не участвовал  | Не участвовал  | Не участвовал  |
| 2016/17                                                                                  | Юта           | 73               | 73               | 34,5             | 47,1             | 39,8             | 84,4             | 5,4              | 3,5              | 1,0              | 0,3              | 21,9             | 11             | 11             | 37,4           | 44,1           | 41,2           | 93,4           | 6,1            | 3,4            | 0,9            | 0,3            | 24,1           |
| 2017/18                                                                                  | Бостон        | 1                | 1                | 5,0              | 50,0             | 0,0              | -                | 1,0              | 0,0              | 0,0              | 0,0              | 2,0              | Не участвовал  | Не участвовал  | Не участвовал  | Не участвовал  | Не участвовал  | Не участвовал  | Не участвовал  | Не участвовал  | Не участвовал  | Не участвовал  | Не участвовал  |
| 2018/19                                                                                  | Бостон        | 72               | 18               | 25,9             | 46,6             | 33,3             | 83,4             | 4,5              | 3,4              | 0,9              | 0,3              | 11,5             | 9              | 0              | 29,7           | 41,4           | 37,5           | 100,0          | 4,0            | 2,4            | 0,7            | 0,3            | 9,6            |
| 2019/20                                                                                  | Бостон        | 52               | 52               | 33,5             | 50,0             | 38,3             | 85,5             | 6,7              | 4,1              | 0,7              | 0,4              | 17,5             | 5              | 1              | 31,4           | 40,0           | 29,2           | 87,5           | 4,0            | 2,8            | 1,4            | 0,4            | 10,8           |
| 2020/21                                                                                  | Шарлотт       | 44               | 44               | 34,0             | 47,3             | 41,5             | 84,3             | 5,9              | 4,1              | 1,2              | 0,3              | 19,6             | Не участвовал  | Не участвовал  | Не участвовал  | Не участвовал  | Не участвовал  | Не участвовал  | Не участвовал  | Не участвовал  | Не участвовал  | Не участвовал  | Не участвовал  |
| 2021/22                                                                                  | Шарлотт       | 49               | 48               | 31,9             | 45,9             | 39,1             | 84,6             | 4,6              | 3,6              | 1,0              | 0,4              | 15,9             | Не участвовал  | Не участвовал  | Не участвовал  | Не участвовал  | Не участвовал  | Не участвовал  | Не участвовал  | Не участвовал  | Не участвовал  | Не участвовал  | Не участвовал  |
| 2022/23                                                                                  | Шарлотт       | 50               | 50               | 31,5             | 47,5             | 32,5             | 81,1             | 4,3              | 4,1              | 0,8              | 0,2              | 14,7             | Не участвовал  | Не участвовал  | Не участвовал  | Не участвовал  | Не участвовал  | Не участвовал  | Не участвовал  | Не участвовал  | Не участвовал  | Не участвовал  | Не участвовал  |
| 2023/24                                                                                  | Шарлотт       | 25               | 25               | 31,9             | 46,8             | 36,1             | 76,5             | 4,7              | 4,6              | 1,1              | 0,5              | 14,5             | Не участвовал  | Не участвовал  | Не участвовал  | Не участвовал  | Не участвовал  | Не участвовал  | Не участвовал  | Не участвовал  | Не участвовал  | Не участвовал  | Не участвовал  |
| 2023/24                                                                                  | Оклахома-Сити | 26               | 3                | 17,2             | 45,3             | 51,7             | 69,2             | 2,5              | 1,6              | 0,5              | 0,0              | 5,3              | 7              | 0              | 6,6            | 0,0            | -              | -              | 1,9            | 0,4            | 0,1            | 0,1            | 0,0            |
|                                                                                          | Всего         | 835              | 649              | 30,7             | 45,5             | 37,0             | 82,2             | 4,4              | 3,5              | 1,0              | 0,4              | 15,2             | 36             | 16             | 27,9           | 40,1           | 35,2           | 95,0           | 4,1            | 2,4            | 0,8            | 0,3            | 12,1           |
| Наведите курсор мыши на аббревиатуры в заголовке таблицы, чтобы прочесть их расшифровку. |               |                  |                  |                  |                  |                  |                  |                  |                  |                  |                  |                  |                |                |                |                |                |                |                |                |                |                |                |

### Статистика в NCAA
| Сезон | Команда | Conf    | Class | GP | GS | MPG  | FG%  | 3P%  | FT%  | RPG | APG | SPG | BPG | PPG  |
| --- | ------- | ------- | ----- | -- | -- | ---- | ---- | ---- | ---- | --- | --- | --- | --- | ---- |
| 2008/09 | Батлер  | Horizon | FR    | 32 | 32 | 32,7 | 47,9 | 44,8 | 81,5 | 6,5 | 2,0 | 1,5 | 0,9 | 13,1 |
| 2009/10 | Батлер  | Horizon | SO    | 37 | 37 | 33,5 | 46,4 | 29,4 | 82,9 | 8,2 | 1,7 | 1,1 | 0,8 | 15,5 |
| Всего | Всего   | Всего   | Всего | 69 | 69 | 33,1 | 47,0 | 36,9 | 82,4 | 7,4 | 1,8 | 1,3 | 0,9 | 14,4 |
| Наведите курсор мыши на аббревиатуры в заголовке таблицы, чтобы прочесть их расшифровку Статистика приведена с сайта sports-reference.com |         |         |       |    |    |      |      |      |      |     |     |     |     |      |